# Kmetijske in rokodelske novice

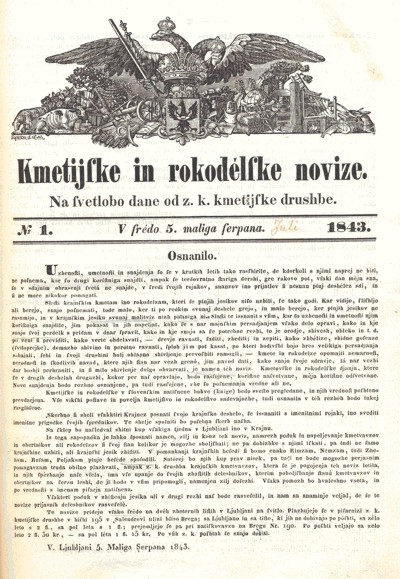
Titulní strana, 5. července 1843.

Kmetijske in rokodelske novice (česky Rolnické a řemeslnické noviny) byly druhé slovinsky psané noviny, které v roce 1843 začal vydávat Janez Bleiweis. Po roce 1849 byl změněn název na Novice kmetijskih, rokodelnih in narodskih reči a v roce 1855 pak na Novice gospodarske, obertnijske in narodske. Noviny vycházely do roku 1902.

## Historie
Rolnické a řemeslnické noviny začaly vycházet 5. července 1843. Periodikum bylo loajální k rakouským úřadům a zaměřovalo se především na problémy obyčejných Slovinců. Noviny se podílely na upevňování samostatného slovinského jazyka a jejich prostřednictvím byly odmítnuty ilyrské pokusy, z nichž však byla převzata modifikovaná gajica, jež se začala při vydávání novin využívat a která později vystřídala spřežkovou bohoričici.
Noviny zpočátku oficiálně vydávala Kraňská zemědělská společnost (Kranjska kmetijska družba), avšak jejich zakladatelem a hlavní postavou byl v letech 1843 až 1867 a neoficiálně až do roku 1881 dr. Janez Bleiweis. Po něm pak noviny vydával Ivan Murnik.
Do revolučního roku 1848 nebyly Noviny politickým periodikem, snaha o vydávání slovinského politického časopisu byla spojena se skupinou přátel a stoupenců France Prešerena a skončila neúspěšně. Ač zde tak nebyla aspirace být politickou platformou, skutečnost, že se jednalo o jediné tehdejší slovinské noviny, na jejichž vydávání participovala většina slovinské inteligence, způsobila, že Noviny v předrevolučním období sehrály významnou úlohu při formování jednotného a nezávislého rodícího se slovinského hnutí.
Roku 1845 měly noviny 1151 předplatitelů, z nichž polovina žila v Kraňsku.
Noviny nejprve vycházely jednou týdně, a to ve středu. V letech 1852 až 1857 vycházely dvakrát týdně – ve středu a v sobotu – a od roku 1891 jednou týdně v pátek.
26. dubna 1848 otiskly Noviny báseň France Prešerena Zdravljica, jejíž sedmá sloka je současnou slovinskou hymnou. Do Novin také přispívali Fran Levstik, Janez Trdina, Simon Jenko, Matija Valjavec či Josip Jurčič.
Poslední vydání Novin pochází z 26. prosince 1902. Na titulní straně je s patosem připomenuto, že to byly právě Novice, které probudily a dlouhá léta vedly slovinský politický život, jenž se však již vyvinul natolik, že Novin není třeba.